# Gypsy jazz
Gypsy Jazz, även gypsy swing och jazz manouche, är en jazzstil som sägs ha skapats av gitarristen Django Reinhardt i början av 1930-talet. Django Reinhardt var av romskt ursrung, född i Belgien, och växte upp i romska gemenskaper i Paris utkanter. Musikstilen växte fram som en blandning av den amerikanska jazzen och den traditionella musiken som spelades under hans uppväxt.
Gypsy jazz bygger på en specifik melodi i början, som följs av diverse solon genom resten av låten och spelas traditionellt av en liten ensemble, typiskt en kvartett. De två huvudinstrumenten är gitarr och violin. Att ha gitarr som huvudinstrument var en nyhet i jazz innan förstärkare började användas eftersom ljudet var för svagt jämfört med till exempel blåsinstrument och piano.
Stilen var populär i Frankrike och spreds, genom inspelningar och framträdanden av originalkvintetten, till andra europeiska länder före och omedelbart efter andra världskriget. Den tappade i popularitet när "swing-eran" tog slut och ersattes av bebop, mainstreamjazz och så småningom rock and roll. Från 1970-talet och framåt fick den dock ett uppsving bland både artister och publik på festivaler och liknande evenemang, särskilt vid Django Reinhardt-festivalen som startade 1968 i Samois-sur-Seine, Frankrike  och  fortfarande pågår idag.

## Namnen
En rak översättning på gypsy jazz blir zigenarjazz och anspelar på de traditionella romska inslagen. Eftersom stilens ursprung är från Frankrike kan det även benämnas med det franska namnet "jazz manouche". I Frankrike kallas romer med sintibakgrund för manouche.

## Gypsy jazz i Sverige
Gypsy jazz har en etablerad och växande scen i Sverige, där genren fortsätter att inspirera både musiker och publik med sin unika blandning av swing, improvisation och europeisk folkmusik. The Swedish Django Reinhardt Society spelar en viktig roll genom att arrangera konserter och en årlig Django-festival i Stockholm, som samlar entusiaster från hela landet. 

### Svenska artister och band
- Gustav Lundgren
- Belleville Trio
- Swing Magnifique